# Жигалово (Владимирская область)
Жигалово — деревня в Гусь-Хрустальном районе Владимирской области России, входит в состав муниципального образования «Посёлок Золотково».

## География
Деревня расположена в 26 км на северо-восток от центра поселения посёлка Золотково и в 44 км на восток от Гусь-Хрустального.

## История
Деревня впервые упоминается в окладных книгах Рязанской епархии за 1676 год в составе Польновского прихода, в ней было 7 дворов крестьянских.
В XIX и первой четверти XX века деревня входила в состав Давыдовской волости Меленковского уезда, с 1926 года — в составе Гусевского уезда. В 1859 году в деревне числилось 22 двора, в 1905 году — 17 дворов, в 1926 году — 19 дворов.
С 1929 года деревня входила в состав Сухаревского сельсовета Гусь-Хрустального района, с 1940 года — в составе Лесниковского сельсовета, с 2005 года деревня в составе муниципального образования «Посёлок Золотково». 

## Население
| 1859 | 1905 | 1926 | 2002 | 2010 | 2021 |
| ---- | ---- | ---- | ---- | ---- | ---- |
| 126  | ↘106 | ↘96  | ↘0   | →0   | →0   |